# Aaptos suberitoides
Aaptos suberitoides är en svampdjursart som först beskrevs av Brøndsted 1934.  Aaptos suberitoides ingår i släktet Aaptos och familjen Suberitidae. Inga underarter finns listade i Catalogue of Life.